# Église Saint-Cyr de Moréac
L'église Saint-Cyr est une église catholique située au bourg de Moréac, en France.

## Localisation
L'église est située dans le département français du Morbihan, sur la commune de Moréac.

## Classement
La croix du chevet de l'église Saint-Cyr fait l’objet d’une inscription au titre des monuments historiques depuis le 8 mai 1933.
Plusieurs éléments de l'église sont classés ou inscrits au titre objet par les monuments historiques (patrimoine mobilier) : 
- le maître-autel et les autels secondaires (classés en 1966 notice PM56000653[2])
- retable du maître-autel (classé en 1965 notice PM56000652[3])
- les confessionnaux (inscrits en 1980 notices PM56003303[4], PM56003304[5] et PM56003302[6])
- la statue de saint Ivy (inscrit en 2005 notice PM56006215[7])
- croix de procession (classé en 1961 notice PM56000647[8])
- seau à eau bénite, goupillon (classé en 1961 notice PM56000648[9])
- calice (classé en 1961 notice PM56000649[10])
- navette à encens (classé en 1961 notice PM56000650[11])
- statue de saint Louis (classé en 1965 notice PM56000651[12])
- statue : Dieu le Père bénissant (inscrit en 2005 notice PM56006214[13])
- Statue : Vierge à l'Enfant (inscrit en 1980 notice PM56003305[14])
- tableau : Ange gardien (inscrit en 1980 notice PM56003300[15])
- tableau : Le Rosaire (inscrit en 1980 notice PM56003301[16])

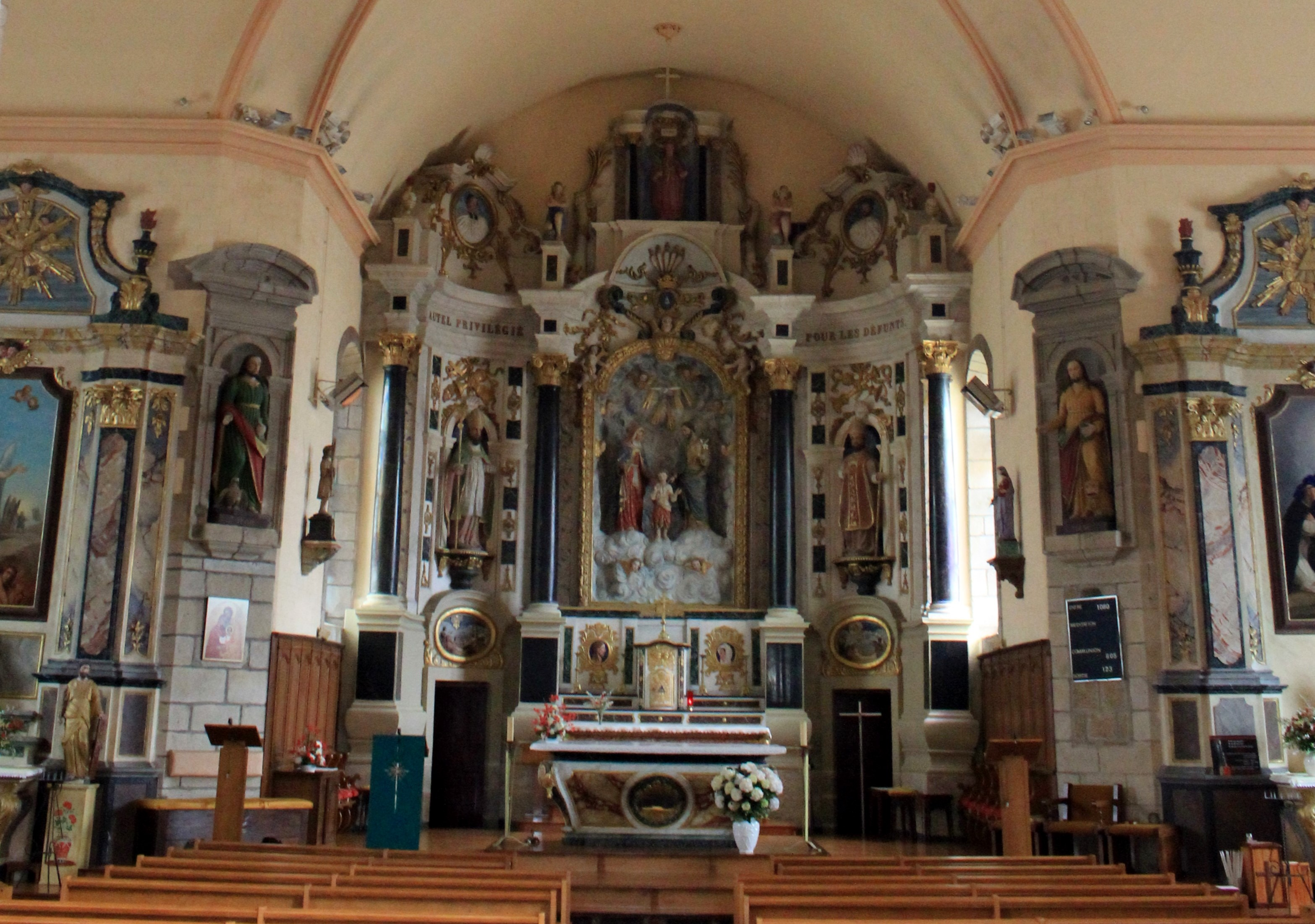
Intérieur de l'église Saint-Cyr de Moréac (56) - maître-autel.
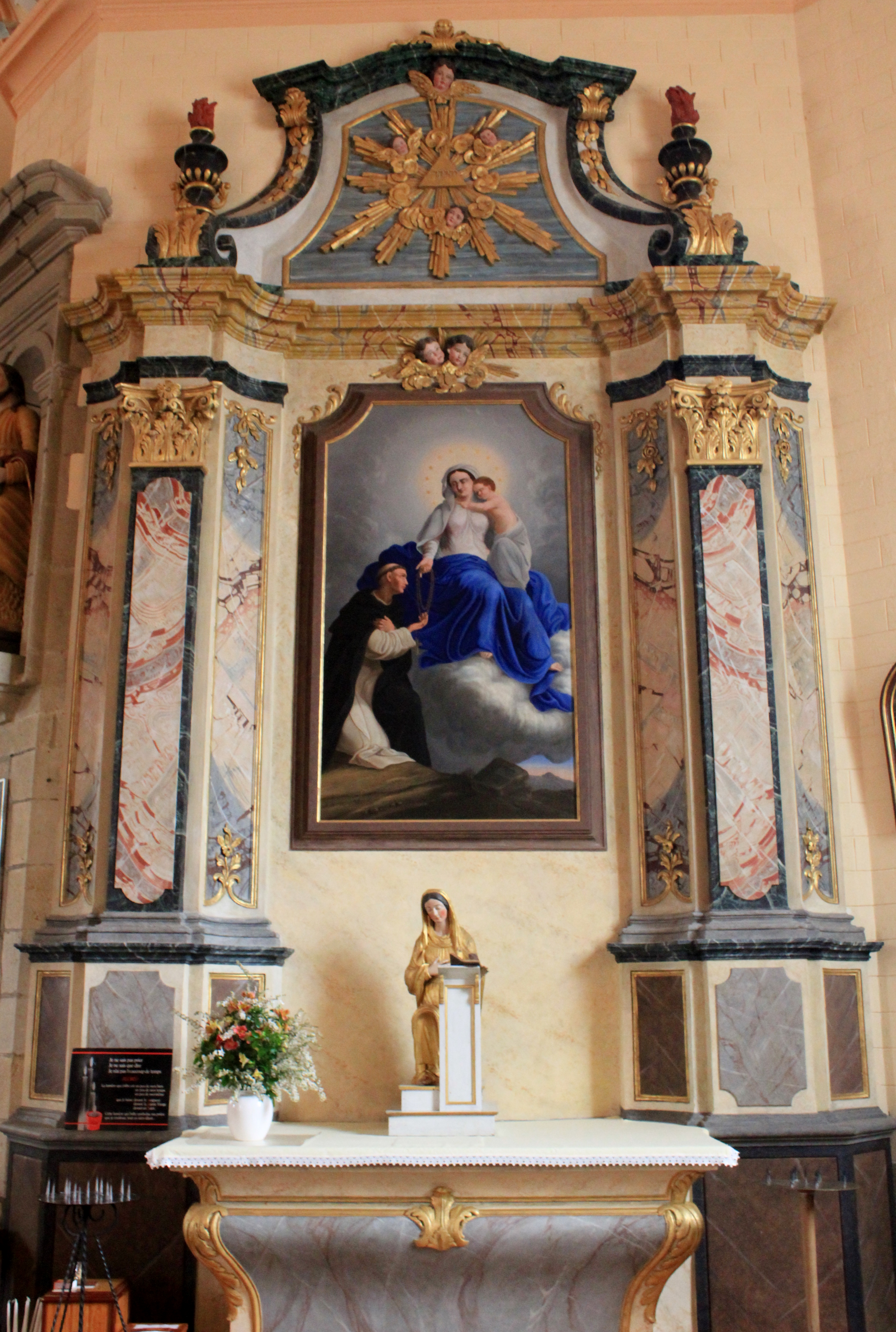
Autel secondaire. Tableau "Le Rosaire".
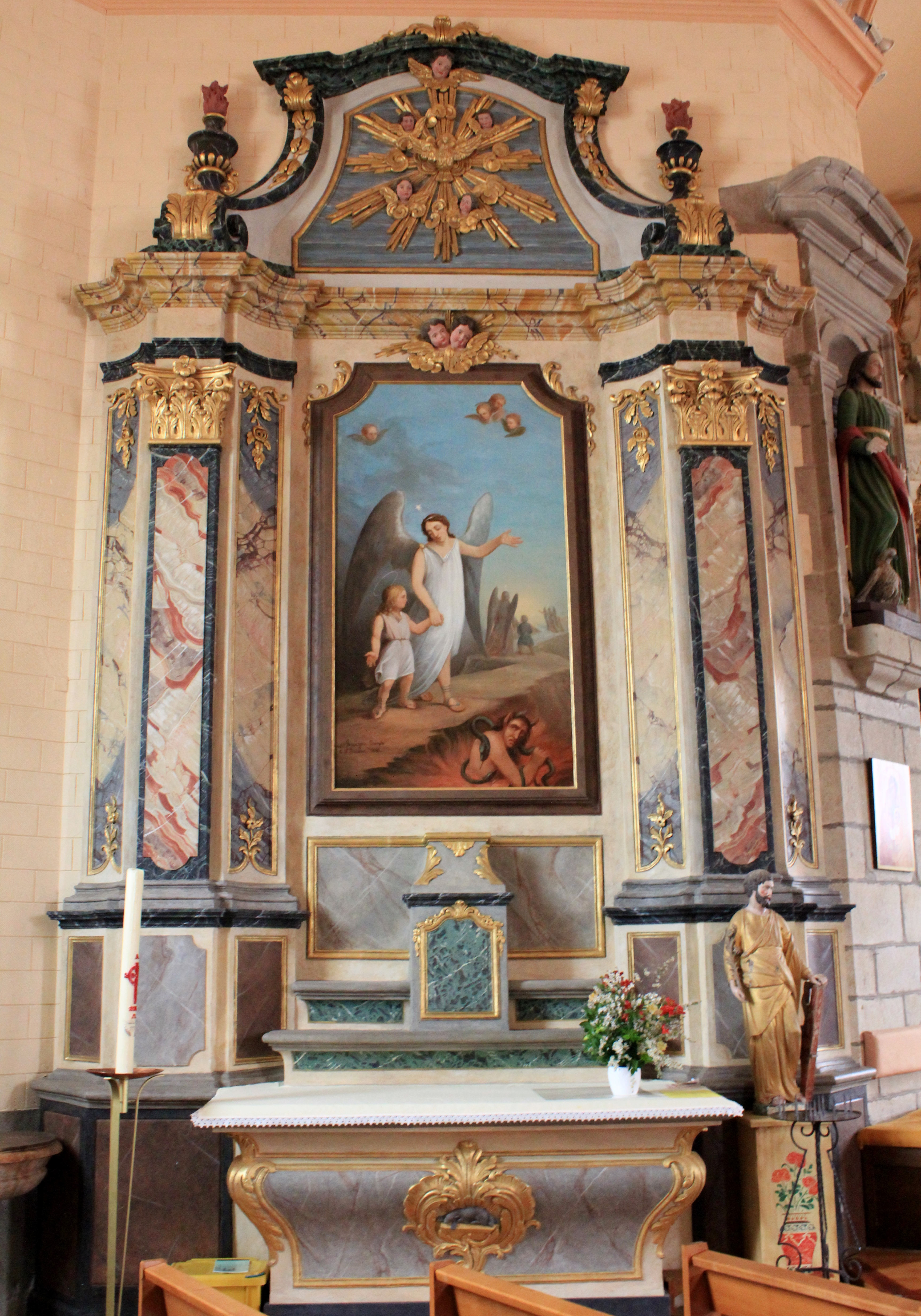
Autel Secondaire. Tableau "Ange gardien".